# Scambus buolianae
Scambus buolianae là một loài tò vò trong họ Ichneumonidae.